# Campeonato Mundial de Rugby M19 División C de 1999
El Campeonato Mundial de Rugby M19 División C de 1999 se disputó en Gales y fue la sexta edición del torneo en categoría M19.

## Resultados

### Cuartos de final
| 29 de marzo | Marruecos | 25 - 3 | Andorra |  |  |

| 29 de marzo | Países Bajos | 42 - 0 | Croacia |  |  |

| 29 de marzo | Costa de Marfil | 46 - 5 | Brasil |  |  |

| 29 de marzo | Taiwán | 49 - 7 | Luxemburgo |  |  |

### Semifinal 5° al 8° puesto
| 1 de abril | Brasil | 22 - 6 | Luxemburgo |  |  |

| 1 de abril | Croacia | 21 - 0 | Andorra |  |  |

### Semifinales Campeonato
| 1 de abril | Marruecos | 31 - 5 | Países Bajos |  |  |

| 1 de abril | Costa de Marfil | 27 - 5 | Taiwán |  |  |

### Séptimo puesto
| 4 de abril | Andorra | 21 - 8 | Luxemburgo |  |  |

### Quinto puesto
| 4 de abril | Brasil | 19 - 19 | Croacia |  |  |

### Tercer puesto
| 4 de abril | Taiwán | 17 - 12 | Países Bajos |  |  |

### Final
| 4 de abril | Marruecos | 9 - 6 | Costa de Marfil |  |  |

| Bandera de Marruecos |
| Campeón Marruecos    |
| Primer título        |